# Майкъл Джонсън (футболист)
Майкъл Джонсън (на английски: Michael Johnson) е английски професионален футболист, играещ за Манчестър Сити.
Заради енергичността, скоростта и уменията си да играе на всяка позиция в халфовата линия е сравняван с легендата на клуба Колин Бел, както и със Стивън Джерард.